# عين الحارثية
الحارثية أو عين الحارثية قرية من قرى ينبع النخل في محافظة ينبع والتابعة لمنطقة المدينة المنورة في السعودية، تقع في جنوب غرب المدينة المنورة بمسافة تقارب (165) كم، وفي شمال ينبع النخل بنحو () كم.